# Yaakov Hazan
Yaakov Hazan (hebräisch יעקב חזן; geboren 4. Juni 1899 in Brest-Litowsk, Russisches Kaiserreich; gestorben 22. Juli 1992 in Mischmar haEmek) war ein israelischer Politiker.

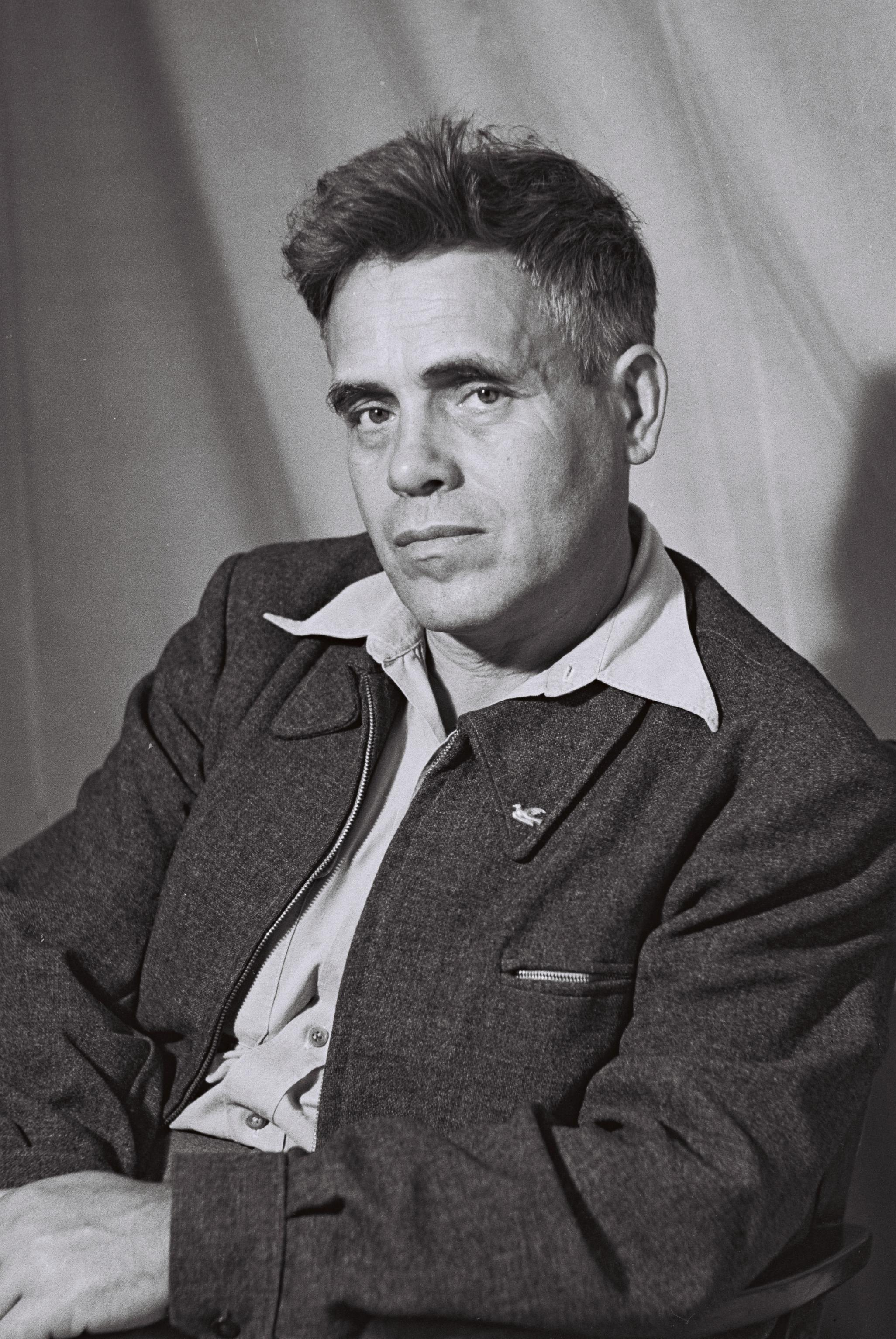
Fritz Cohen: Yaakov Hazan (1952)

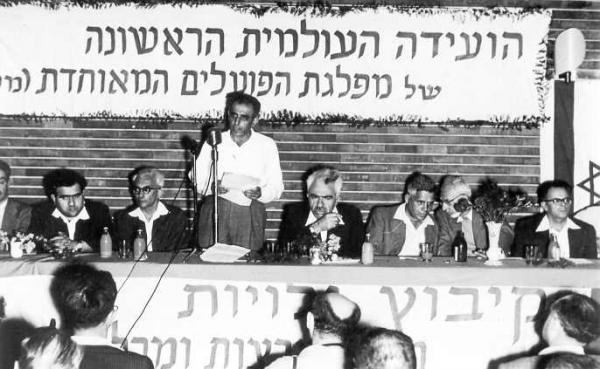
Hazan spricht bei der 1. Internationalen Konferenz der MAPAM (1948)

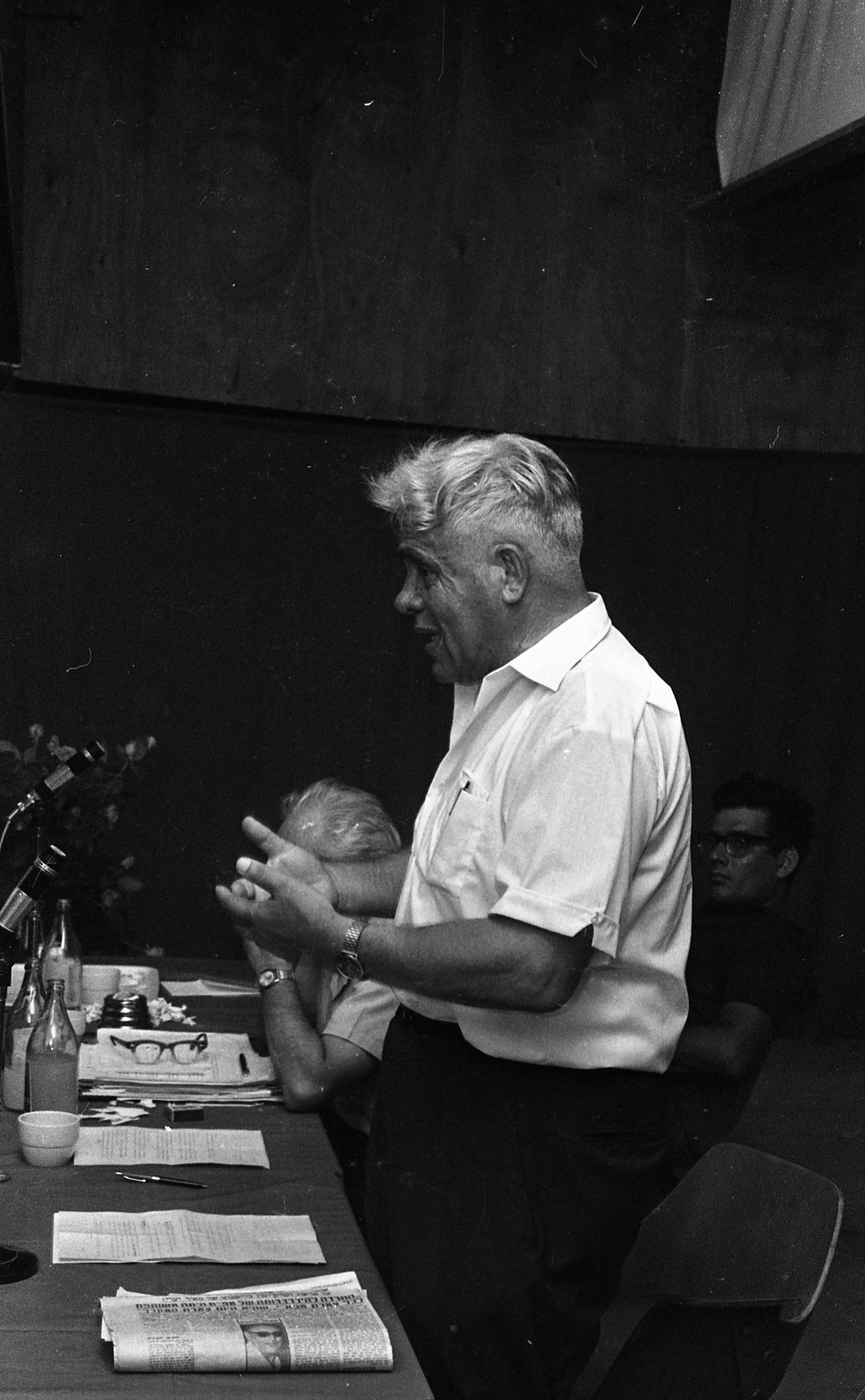
Hazan (1969)

## Leben
Yaakov Hazan war ein Sohn des Haim Yehuda Hazan und der Malka Kaminetzki. Er besuchte einen Cheder und ein hebräisches Gymnasium. 1915 schloss er sich einer Pfadfindergruppe an. Er studierte an der Technischen Hochschule Warschau. In Polen war er einer der Initiatoren der sozialistischen Jugend Hashomer Hatzair. 
Hazan emigrierte 1923 nach Palästina und arbeitete in Chadera in der Landwirtschaft. Er ging 1926 in den Kibbuz „Hashomer HaTzair B“, der dann  den Namen Mischmar haEmek erhielt. Er spielte eine zentrale Rolle in der sozialistischen Kibbuz-HaArtzi-Vereinigung und war Mitglied der Histadrut. Er gehörte 1948 zu den Gründern von Mapam und wurde 1949 in die erste Knesset gewählt, der er bis zur 7. Knesset 1973 angehörte. Für die Partei war er ihr Sprecher für Außenpolitik und Verteidigung. Ein Regierungsamt strebte er nicht an.
Er nahm in der Partei zunächst eine pro-kommunistische Haltung ein, nannte die Sowjetunion die zweite Heimat der Juden und schrieb 1952 in der Zeitung Al HaMishmar einen triefenden Nachruf auf Stalin. Er lehnte 1951 die Vorbereitungen zum Luxemburger Abkommen mit der Bundesrepublik ab. Im Gefolge der Prager Prozesse Ende 1952 wechselte er dann seine politischen Positionen zum Antikommunismus.  
1980 wurde er als Kandidat für die israelische Präsidentschaft gehandelt. Er erhielt 1989 den Israel-Preis.

## Schriften (Auswahl)
Titel in englischer Übersetzung
- The Labor Movement and the War (he) (1943)
- The Kibbutz in the Test of Time (he) (1958)
- Conclusions and Future Tasks (he) (1964)
- At the Crossroads of Decisions (he) (1968)
- Confusion, Protest and Solution (he) (1974)
- A New Beginning (he) (1988)
- Childhood and Youth (he) (1993), autobiografisch